# Den israelsk-jordanske fredsaftale
Den israelsk-jordanske fredsaftale er en fredsaftale indgået i 1994. Aftalen normaliserede relationerne mellem de to lande og løste territoriale tvister imellem dem. Konflikten havde kostet omtrent 18,3 milliarder dollar. Underskrivelsen af denne aftale var også nært forbundet med indsatsen for at opnå fred mellem Israel og Palæstinas befrielsessorganisation repræsenteret ved Den palæstinensiske selvstyremyndighed. Aftalen gjorde Jordan til det andet arabiske land, som normaliserede sine relationer med Israel.